# Хамелн
Хамелн (на немски: Hameln, известен в България и като Хамелин) е град на река Везер, в провинция Долна Саксония, Германия. Той е столица на окръг Хамелн-Пирмонт и има население от 58 696 души (2006).
Хамелн също така е и порта към близките планини Везербергланд, посещавана от туристи и планински колоездачи.

## История
Градът е известен с народната приказка за Хамелнския ловец на плъхове (Der Rattenfänger von Hameln) - средновековен разказ за трагедия, случила се в града през XIII век. Версията ѝ, преразказана от Братя Грим, е световноизвестна. Тя също така е сюжет за известни поеми от Гьоте и Робърт Браунинг. Въпреки че Хамелн е красив средновековен град с някои забележителни сгради, историята за ловеца на плъхове е най-важната му атракция. Всяка неделя през лятото тя се изиграва в центъра на града.
Хамелн е създаден като манастир около 851 г. В месттноста се появява село, което през XII век се превръща в град. Смята се, че трагедията с ловеца на плъхове се е случила през 1284 г. и вероятно е базирана на истинско събитие, което има някои различия с приказката. През XV и XVI век Хамелн е незначителен член на Лигата на Ханза.
През юни 1634 г. по време на Тридесетгодишната война барон Лотар фон Бьонигхаузен, генерал от имперската армия, губи битката при Олдендорф от шведския генерал фон Книпхаузен. След това Хамелн е обсаден от шведската армия.
Хамелн е бил обграден от четири крепости, от където дошло името му „Северния Гибралтар“ (по това време Гибралтар бил най-силната крепост в Европа). Той е най-защитения град в Кралство Хановер. Първата крепост (крепост Георг) е построена през 1760-63 г., втората (крепост Вилхелм) и третата са създадени през 1774 и 1784 г., а последната (крепост Луиза) е създадена през 1806 г.
След загубата в битката при Йена-Ауерщед, през 1808 г., Хамелн се предава на Наполеоновата армия без никаква съпротива. Всички стени и кули в града са сринати от французите. През 1843 г. жителите на Хамелн построяват кула върху развалините на крепостта Георг, на хълма Клют. Кулата е наречена Клютурм и е известна туристическа атракция поради прекрасния си изглед към историческия град.
Хамелн преживява най-богатия си период след 1664 г., когато става укрепен граничен град на херцогство Брунсвик-Каленберг. Градът става част от Прусия през 1867 г.
По време на Втората световна война в Хамелнския затвор са държани социалдемократи, комунисти или политически затворници. Тук загиват над 200 души, а по-късно още повече, след като нацистите изпращат затворниците на сигурна смърт, спирайки напредъка на Съюзниците. Малко след войната затворът е използван от Британските окупационни сили за наказание на немските военни престъпници. Над 200 души са обесени тук, включително Ирма Грезе и Йозеф Крамер. По-късно е превърнат в хотел.
Днес в Хамелн се помещава 28-и инженерен полк от Британската армия.

## Подразделения
- Аферде (Afferde)
- Хащенбек (Hastenbeck)
- Халфещорф (Halvestorf)
- Хафербек (Haverbeck)
- Хилигсфелд (Hilligsfeld)
- Сюнтелтал (Sünteltal)
- Клайн Беркел (Klein Berkel)
- Тюндерн (Tündern)
- Верберген (Wehrbergen)
- Рорзен (Rohrsen)

## Население по години
| Дата | Население |
| ---- | --------- |
| 1689 | 2398      |
| 1825 | 5236      |
| 1905 | 21 385    |
| 1939 | 32 000    |
| 1968 | 48 787    |
| 2005 | 58 872    |

## Личности
- Глюкел Хамелнски
- Хайнрих Бюргер
- Вилхелм фон Ходенберг
- Карл Филип Мориц
- Фридрих Вилхелм фон Реден
- Сузан Щанке
- Свети Вицелиний[2]
- Групата Функер Фогт